# مسجد أوزان (كنجه)
مسجد أوزان (بالأذرية: Ozan məscidi، بالإنجليزية: Ozan Mosque، بالروسية: Мечеть Озан):هو معلم تاريخي ومعماري يعود تاريخه إلى القرن التاسع عشر في مدينة كنجه، أذربيجان. تم بناء مسجد أوزان في 1884.

## التاريخ
تم بناء مسجد أوزان في حي أوزان بمدينة كنجه. وقد شارك سكان الحي بشكل فعال في بناء المسجد. يعود تاريخ البناء إلى 1884. يسمى هذا المسجد أيضًا مسجد الحاج عباسلي. تم حفظ كتاب باللغة العربية فوق مدخل المسجد. وبفضل الكتاب صار من الممكن تحديد سنة بناء المسجد.
في العدد الثاني عشر من مجلة "الملا نصر الدين" لعام 1907، ورد أنه في 1906 جمع سكان حي أوزان المال لإصلاح مبنى المسجد. ظل المسجد يعمل ويخدم المؤمنين حتى 1920م في 1920، تم تدمير المسجد جزئيًا. بعد تأسيس السلطة السوفيتية في أذربيجان، تم إغلاقه، مثل العديد من المؤسسات الدينية الأخرى.
وبموجب القرار رقم 132 عن مجلس وزراء جمهورية أذربيجان في 2 أغسطس 2001، تم إدراج مسجد أوزان في قائمة المعالم التاريخية والثقافية غير المنقولة ذات الأهمية المحلية. في 1979م تم ترميم مسجد أوزان. في 2007م، تم إجراء أعمال ترميم في المسجد.
في الوقت الحالي يخدم مسجد أوزان السكان كمكتبة دينية. يوجد فيها ترجمات "القرآن الكريم" إلى اللغات الأذرية والروسية والتركية، وكتب مختلفة عن الدين الإسلامي، فضلاً عن صور العديد من الأضرحة التي يعتبرها المسلمون مقدسة، والتي تبرع بها مؤمنو كنجه.